# 加奇山
47°10′24″N 10°29′21″E / 47.17333°N 10.48917°E

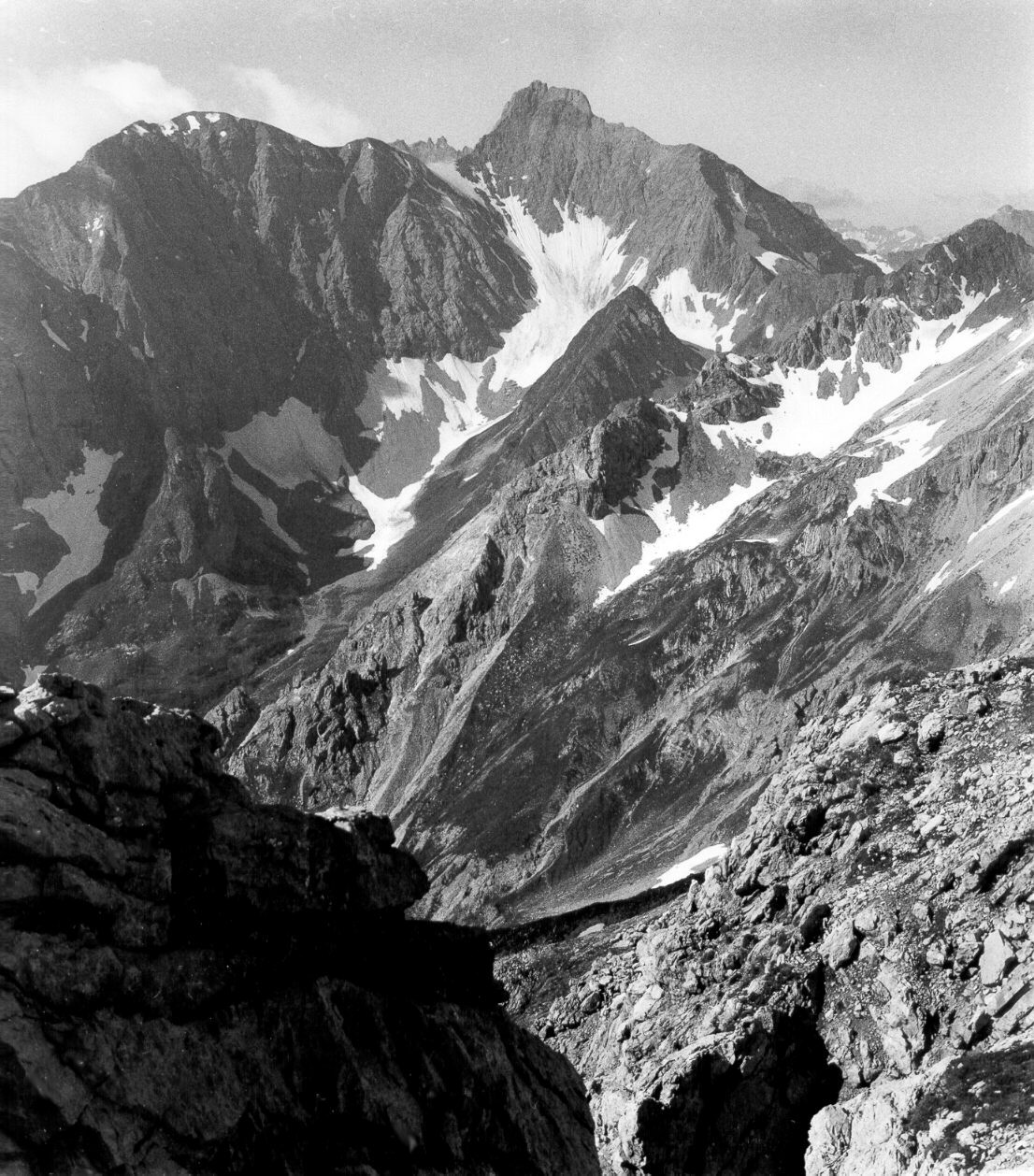

加奇山（德語：Gatschkopf），是奧地利的山峰，位於該國西部，由蒂羅爾州負責管轄，屬於萊希塔爾阿爾卑斯山脈的一部分，距離帕賽爾峰0.8公里，海拔高度2,945米，每年平均降雨量1,698毫米。